# 夏都酒店集團
夏都酒店集團（Château Hotels & Resorts），簡稱夏都，為一家臺灣經營休閒觀光事業之企業，旗下知名品牌包括墾丁夏都沙灘酒店及台南夏都城旅。

## 歷史沿革
- 1995年：景海開發企業股份有限公司成立，同年取得林務局墾丁森林遊樂區海濱區經營權[1]。
- 1998年：成立屏東分公司，墾丁夏都沙灘酒店開業。
- 2003年：完成夏都二館(馬貝雅館)。
- 2007年：完成夏都三館(波西塔諾館)。
- 2012年：於臺灣證券交易所掛牌上市 (股票代號 : 2722)[2]。
- 2018年：夏都城旅安平館完工。

## 旗下品牌
- 夏都酒店
  - 墾丁夏都沙灘酒店
  - 恆春夏都溫泉旅館（籌備中）
  - 宜蘭夏都國際溫泉渡假酒店（籌備中）

- 夏都城旅
  - 台南安平館

- 夏都捷旅
  - 夏都富朗酒店
  - 台南夏都捷旅（籌備中）

## 外部鏈結
- 夏都酒店集團官網 （页面存档备份，存于）